# HeadHunter
HeadHunter (hh.ru) — крупнейшая российская компания интернет-рекрутмента, развивающая бизнес в России, Белоруссии, Казахстане. 
По данным официального сайта на момент июня 2025 года в базе сервиса содержится 84 млн резюме, 1190 тысяч вакансий, зарегистрировано 2243 тыс. компаний.
По данным SimilarWeb, HeadHunter занимает третье место в мире по популярности среди порталов по поиску работы и сотрудников.
Крупнейший актив компании — сайт hh.ru. Также HeadHunter владеет сайтом Zarplata.ru, облачной CRM для рекрутинга Talantix и имеет долю в компаниях Skillaz, Dreamjob, HRLink, Edstein. Мобильные приложения hh.ru существуют в отдельных версиях для компаний-работодателей и соискателей на платформах iOS и Android.

## История развития

«Хедхантер» на КИБ-2008

Компания основана в 2000 году. 23 мая был запущен сайт под названием National Job Club, превратившийся впоследствии в HeadHunter.ru, а ещё позднее — в hh.ru. Портал должен был помочь найти профессионалов. Качество соискателей обеспечивалось за счет разграничения прав доступа к резюме, что служило залогом защиты информации. Сайт сделали максимально удобным для работодателей и соискателей. Создатели зарабатывали на продаже базы данных резюме. Портал быстро набирал популярность, и количество соискателей вскоре превысило миллион.
В 2005 году официально начало работу украинское представительство компании — HeadHunter Украина.
В 2006 году состоялись официальные открытия представительств в Новосибирске, Казани, Красноярске, Воронеже, Краснодаре, Самаре, Санкт-Петербурге, Ростове-на-Дону, Екатеринбурге и Казахстане.
В 2007 году группа компаний HeadHunter и фонд прямых инвестиций Digital Sky Technologies приобрели по 20 % акций проекта Free-lance.ru. Также в 2007 году группа компаний HeadHunter приобрела 51 % акций работного сайта JobList.ru, принадлежащего компании «Агава», и запустила совместно с компанией «Агава» проект «100 РАБОТ».
В 2007 году компания HeadHunter присоединилась к ассоциации The Network — международной сети, объединяющей крупнейшие работные сайты в разных странах и позволяющей искать работу за рубежом.
В 2008 году HeadHunter выходит на белорусский рынок, запустив сайт hh.by. В 2010 году на его основе запускаектся совместный проект с порталом TUT.BY — RABOTA.TUT.BY. В 2021 году переименован в rabota.by.
В 2011 году в управление HeadHunter переходит проект Работа@Mail.Ru.
В феврале 2016 года компания Mail.Ru Group продала HeadHunter консорциуму инвесторов под руководством «Эльбрус Капитал» за 10 млрд рублей. Также, крупнейшим акционером компании с некоторых пор является американский банк Goldman Sachs.
В декабре 2017 года компания HeadHunter объявила о покупке базы резюме своего конкурента Job.ru — одного из старейших на российском рынке сайта вакансий.
С апреля 2018 года компания готовится выйти на IPO на бирже NASDAQ.
В 2019 году компания HeadHunter заняла шестую позицию в рейтинге «20 самых дорогих компаний Рунета — 2019», опубликованном журналом Forbes. По оценкам экспертов стоимость компании в 2019 году составила 299 миллионов долларов.
В марте 2019 года при участии и партнёрстве HeadHunter в России был запущен проект Google Jobs.
9 мая 2019 года HeadHunter успешно провёл IPO на NASDAQ.
16 июля 2020 года в рамках SPO акционеры HeadHunter привлек чуть более 101 миллиона долларов, а вся компания оценена в более чем 1 миллиард долларов.
В ноябре 2020 года HeadHunter за 3,5 млрд руб. приобрела 100-процентную долю в платформе по поиску работы и персонала Zarplata.ru.
30 апреля 2021 года HeadHunter получил 25 % ООО «Дрим Джоб», которая развивает проект Dreamjob — независимый и надежный портал с отзывами о работодателях.
В ноябре 2021 года HeadHunter вложил 5 млн долларов в сервис бытовых услуг YouDo в обмен на долю в бизнесе. HeadHunter приобрел 9,91 % акций компании и опцион на покупку еще 46,89 % акций.
В июле 2022 года HeadHunter вложил 100 млн рублей в разработчика платформы кадрового электронного документооборота HRlink. Он был запущен в 2020 году и вырос благодаря пандемии и закону, позволившему компаниям оформлять практически все кадровые документы в электронном виде. HeadHunter интегрирует решение в свою экосистему HR-сервисов. По данным СПАРК, HeadHunter получила 9,09 % в проекте.
В декабре 2023 года HeadHunter начал тестировать социальную сеть «Сетка», предназначенную для делового общения. По некоторым данным, бюджет проекта составил 1,5-2 млрд рублей. В июне 2024 года компания сделала сервис общедоступным. По словам её представителей, за время тестирования пользователями было создано более 800 каналов и сообществ.

## Собственники и руководство
После покупки компании у Mail.Ru Group собственниками HeadHunter Group PLC являются фонды Highworld Investments Limited (подразделение «Эльбрус Капитал») — 59,99 % и ELQ Investors VIII Limited (инвестиционное подразделение Goldman Sachs Group) — 40 %.
В начале 2023 года стало известно, что Kismet Capital Group, принадлежащая бизнесмену Ивану Таврину, выкупила у «Эльбрус Капитала» 22,68 % акций HeadHunter. Ранее Таврин был бенефициаром около 10 % акций HH.
Головная структура HeadHunter Group долгое время бы зарегистрированная на Кипре. Именно кипрская компания вышла в американскую биржу NASDAQ в мае 2019. Сразу после вторжения России на Украину биржа приостановила торговлю бумагами российских компаний и весной инициировала принудительный делистинг. HeadHunter пыталась оспорить решение, однако спецкомиссия биржи отклонила. В результате делистинг прошёл 8 июля 2023.
4 октября 2023 HeadHunter сообщила о редомициляции компании Gold Bear Limited с Сейшельских островов в специальный административный район в Калининграде с названием МКАО «Хэдхантер».
С 1 марта 2023 года компанию возглавляет Дмитрий Сергиенков, перешедший с должности директора по стратегиям и инвестициями. Прежний генеральный директор Михаил Жуков (2008—2023) стал президентом компании и занимал пост до своей смерти в феврале 2024.

## Деятельность
Бизнес-модель компании HeadHunter построена на продаже информации из базы данных резюме. Стратегия компании — инвестиции в новые технологии и совершенствование существующих и разработка новых сервисов в сфере управления персоналом.
Все вакансии и резюме на сайте hh.ru проходят ручную проверку модераторами. Доступ к базе резюме и размещение вакансий — платные. Поиск по базе вакансий бесплатный для соискателей. Как для работодателей, так и для соискателей HeadHunter предоставляет набор инструментов для эффективной работы.

## Финансовые показатели
По итогам 2023 года выручка HeadHunter увеличилась к прошлому году на 62,8% и составила 29,4 млрд рублей. Скорректированный показатель EBITDA вырос на 89,7%, до 17,3 млрд рублей. Чистая прибыль по МСФО в 2023 году выросла на 236,3%, до 12,4 млрд рублей. Рентабельность чистой прибыли составила 42,2%.

## Кредитные рейтинги
Рейтинговое агентство Эксперт РА в 2022 году присвоило ООО «Хэдхантер» рейтинг кредитоспособности на уровне ruAA с прогнозом «Стабильный», в 2023 году рейтинг был подтвержден. В 2024 году рейтинг отозван.

## Проекты компании
- Премия HR-бренд — ежегодное награждение компаний за наиболее успешные проекты в области построения работодательской репутации. Учреждена HeadHunter в 2006 году.
- Саммит HR Digital — ежегодно HeadHunter организовывает самое крупное дискуссионно-обучающее мероприятие для специалистов сферы HR, интересное также топ-менеджерам и руководителям бизнеса, которым важна компетенция people-менеджмента. На саммите обсуждают актуальные темы в управлении персоналом, знакомятся с готовыми цифровыми решениями для успешного закрытия задач, обучаются HR-аналитике и современным инструментам подбора персонала и не только.
- Talantix — cистема для управления подбором персонала позволяет вести базу кандидатов: импортировать резюме из разных источников и добавлять из файлов, загружать вакансии с hh.ru вместе с откликами в фоновом режиме.
- Виртуальный рекрутер — определяет подходящую аудиторию с помощью технологий искусственного интеллекта и проводит отбор кандидатов по телефону, через чаты и видео-интервью. И после сообщает собеседникам о результате: отказывает или приглашает на разговор с «живым» рекрутером. В рамках проекта HeadHunter уже запустил 100 виртуальных рекрутеров, которые работают круглосуточно без выходных и праздников по всей территории России, Украины, Белоруссии и Казахстана.
- Career.ru — портал, адресованный студентам и молодым специалистам, которые только начинают строить свою карьеру. В начале 2019 года портал Career.ru стал частью основного сайта hh.ru/students.
- Школа программистов — образовательная IT-платформа для студентов или выпускников инженерной, физической или математической специальностей в форме офлайн-курсов по теории и практики (по 3 месяца каждый) программирования на Java и JavaScript. Обучение проходит ежегодно в офисе HeadHunter.
- HRspace — пространство для заказа подбора персонала у частных рекрутеров. HeadHunter обеспечивает безопасность сделок и документооборот.
- StaffStation — платформа по подбору и замене исполнителей, административная поддержка и сопровождение на всех этапах работы для бесперебойной работы бизнеса. Совместный проект HeadHunter и Ventra.

## Исследовательская деятельность
Первые исследования HeadHunter появились в конце 2006 года. Изначально исследования представляли собой анализ текущих тенденций на рынке труда. Позже направления исследовательской деятельности разделились на:
- исследования рынка труда;
- зарплатные исследования;
- онлайн-опросы на темы и исследования, касающиеся карьеры, отношений между соискателями и работодателями и просто работы.

Часть статистических данных по рынку труда и онлайн-рекрутмента находятся в открытом доступе на специальном ресурсе — stats.hh.ru.

### Банк данных заработных плат
С ноября 2013 года HeadHunter запустил уникальный проект федерального масштаба под названием «Банк данных заработных плат» — профессиональный обзор заработных плат, созданный полностью в онлайне.
Данные по зарплатам берутся не из резюме и не из вакансий. Как и в любом профессиональном обзоре заработных плат лучших провайдеров данные об уровне заработных плат предоставляют компании-клиенты.
Доступ к отчёту появляется после заполнения анкеты о заработных платах и льготах в компании. В отчёте информация предоставляется в виде статистически упорядоченной выборки (без индивидуальной информации по конкретной компании).
Данные о компенсациях и льготах всегда поддерживаются в актуальном состоянии.

### hh.индекс
hh.индекс — показатель, введённый Службой исследований HeadHunter. Вычисляется путём соотношения количества размещённых в базе hh.ru резюме к количеству открытых вакансий. Чем больше индекс, тем больше разрыв между количеством резюме и вакансий. Если индекс равен одному, значит, количество вакансий равно количеству резюме. Значение hh.индекса обновляется ежедневно.

### Рейтинг работодателей России
Рейтинг работодателей России HeadHunter составляют с 2010 года. Методика оценки состоит из результатов опроса соискателей, сотрудников и HR-работников компаний, подавших заявку на участие в рейтинге. Участвовать в нём могут фирмы, в которых работает более 100 человек, по словам представителя HeadHunter, в 2020 году было получено 900 таких заявок.

### Рейтинг вузов России и факультетов московских вузов в двенадцати профессиональных сферах по версии hh.ru
Ежегодно в рейтинге hh.ru учитывается востребованность выпускников на рынке труда — то, что в первую очередь волнует поступающих. На верхних строчках списка находятся факультеты, которые готовят самых успешных специалистов. Эти выпускники получают больше приглашений на собеседования, им предлагают более высокую зарплату, и они чаще ищут работу по специальности по сравнению с конкурентами.

## API
У сайта hh.ru существует API, c помощью которого можно получать информацию о соискателях и компаниях, а также использовать функциональность HeadHunter для сторонних сайтов или приложений.

## IPO
О своем намерении выйти на IPO российская хантинговая компания заявляла ещё в 2017 году. Сделать это в 2018 году ей помешали санкции, но в 2019 году компания вновь подтвердила свои планы, снабдив их конкретными цифрами. Российский интернет-рекрутер разместил 32 % акций (более трети собственного капитала) на бирже Nasdaq. Ценовой диапазон акций составил от 11 до 13,5 долларов за штуку, из чего следует, что сам размер IPO составил от 79,3 до 220,1 млн долларов США.

## Слухи
Существует слух, что «Паутину профессиональных знакомств» Webby.ru компания HeadHunter за ненадобностью продала за 1 доллар и ящик пива.
В 2011 году компания HeadHunter приобрела 15 % аналогичного по функциональности стартап-проекта ITmozg.
В 2022 году Роскомнадзор внес компанию в реестр организаторов распространения информации в сети Интернет, обязывающий собирать, хранить и предоставлять информацию о пользователях по требованию ФСБ по «закону Яровой».